# رقصة لويس ألونسو (دراما)
العالم مسرح هزلي أو رقصة لويس ألونسو هو سانيتية غنائي (أوبريت) من فصل واحد، مقسم إلى ثلاثة مشاهد، مكتوب على شكل شعر، مع موسيقى من تأليف خيرونيمو خيمينيث ونص ليبرتو من تأليف خابيير دي بورغوس. عُرض لأول مرة في مسرح الثارثيولا في مدريد في 27 فبراير عام 1896.
عُرضت رقصة لويس ألونسو كثيرًا في الوقت المُعاصر؛ ووفقًا لإحصائيات موقع قاعدة بيانات الأعمال الدرامية، فقد ظهرت ثلاثة عروض فقط خلال الفترة ما بين 2005- 2010.

## الحبكة
رقصة لويس ألونسو هي مسرحية فكاهية تجري الأحداث في مدينة قادش عام 1840، لويس ألونسو هو معلم رقص شهير يتمتع بسمعة واسعة في الأندلسية، يستقبل في منزلة شخصيات من جميع الطبقات، من أعلى الطبقات إلى أكثرها تواضعا، وكثيرا ما ينظم حفلات في صالونه، تترافق مع الرقص والاحتفال، حيث يسعى الجميع لإبراز مهارتهم.زوجة لويس ألونسو، ماريا خيسوس، شابة وجذابة، وتساعد زوجها. تينوكو عازف الغيتار في الأكاديمية والمكلف بإحياء الاحتفالات، ويظهر اهتماما كبيرا و إعجابا بماريا خيسوس، مقدما لها انواعا مختلفة من المجاملات، لكنها تجاهلها ولا تظهر أنها لاحظت شيئا. بدافع المجاملة، تقبل ماريا هدية من تينوكو وهي أقراط، رغم ما يحمله ذلك من تلميحات.
في الوقت نفسه، تظهر شخصيات مختلفة من عوالم متباينة وذات مشاكل خاصة، بعضها خطير جدا، فمثلا الماركيز، الذي بلغ سنا متقدما يبدي اهتماما بفتاة شابة وجميلة تدعى أمارو؛ بينما مومو وكيكا، ابنتا دونيا مانويلاد "أرملة ضابط" وجدن أنفسهن في وضع اقتصادي صعب، وتحاول والدتهم أن تزوجهما بطريقة تنقذ العائلة من الديون التى تلاحقها.
تبدأ المشكله عندما تكتشف ماريا خيسوس أن الاقراط قد اختفت، وفي منتصف الحفلة، ينفجر الصراع وعلى الرغم من أن تينوكو يتمكن من الهرب من زوجته، إلا أنه أثناء محاولته الفرار وهو ملتف برداء الماركيز، يدفع خطيب أمارو، بائعة السجائرد إلى مهاجمته وضربه ضربا مبرحا، ظنا منه أنه هو الارستقراطي. 
ويحدث ارتباك عام لا يقطعه إلا ظهور الحارس الليلي، الذي يعيد النظام، ويطرد المشاغبين، ويترك ماريا خيسوس و لويس ألونسو وحدهما. بعد العديد من مظاهر الغيرة، ينتهي بمهما الأمر في عناق، يظهر طبيعتهما الغريبة في الحب. 

## الشخصيات
| الشخصيات                      | المجال الصوتي            | طاقم العرض الأول، 27 فبراير 1896 |
| ----------------------------- | ------------------------ | -------------------------------- |
| ماريا خيسوس، زوجة لويس ألونسو | ميزو- سوبرانو أو سوبرانو | ماريا مونتيس                     |
| خوانا، الغجرية، زوجة تينوكو   | ميزو -سوبرانو أو سوبرانو | لوكريسيا أرانا                   |
| دونيا مانويلا، زوجة القائد    | سوبرانو                  | الآنسة غونثاليث                  |
| لويس ألونسو، معلم الرقص       | تينور                    | خوليان روميا بارا                |
| تينوكو، عازف الغيتار          | تينور كوميدي             | خوسيه                            |